# Zhongguo Huijiaojing shuju
Zhongguo Huijiaojing shuju (chinesisch 中国回教经书局, Pinyin Zhōngguó Huíjiàojīng shūjú; Chinesischer islamischer Verlag / Chinesische islamische Buchhandlung) ist ein namhafter chinesischer islamischer Verlag, der 1928 in Shanghai gegründet wurde. Er wurde von dem Shanghaier Ahong (Imam) Mai Junsan (1888–1967) gegründet.
Zu seinen Autoren zählen neben Gelehrten aus der Zeit der Ming- und Qing-Dynastie (wie Wang Daiyu 王岱舆, Zhang Zhong 张中, Wu Zunqi 伍遵契, Ma Zhu 马注, Liu Zhi 刘智, Ma Dexin 马德新 und Ma Lianyuan 马联元) auch moderne Gelehrte (wie  Yang Zhongming 杨仲明, Wang Jingzhai 王静斋, Ma Jian 马坚 und Jin Jitang 金吉堂).
Den Angaben der Chinesischen Enzyklopädie des Islam zufolge veröffentlichte der Verlag etwa 200.000 Bücher (Bücher) mit arabischen und chinesischen Schriften, die im ganzen Land verkauft wurden, und spielte eine Rolle beim chinesisch-arabischen Kulturaustausch und der Verbreitung von islamischem Wissen.